# Chris Rigg
Christopher John Rigg (Hebburn, 18 giugno 2007) è un calciatore inglese, centrocampista del Sunderland.

## Caratteristiche tecniche
È un centrocampista centrale abile in entrambe le fasi e dotato di buona visione di gioco.

## Carriera

### Club
È cresciuto nel settore giovanile del Sunderland, con cui ha debuttato il 7 gennaio 2023 nell'incontro di FA Cup vinto 2-1 contro lo Shrewsbury Town. Successivamente è stato promosso in prima squadra e nel resto della stagione ha giocato altri due incontri in coppa.
L'8 agosto 2023 ha segnato il suo primo gol in carriera nell'incontro di EFL Cup perso ai rigori contro il Crewe Alexandra, diventando all'età di 16 anni e 51 giorni il più giovane marcatore nella storia del club inglese e della competizione. Il 2 settembre seguente è andato in gol all'esordio in Championship contro il Southampton.
Il 15 ottobre 2024 è stato inserito dal quotidiano britannico The Guardian nella lista dei migliori calciatori nati nel 2007.

### Nazionale
Ha giocato con le nazionali giovanili inglesi Under-15 ed Under-16. Con l'Under-17 ha partecipato nel 2023 al campionato mondiale di categoria e nel 2024 a quello europeo, nelle vesti di capitano. Successivamente ha giocato anche nell'Under-18.

## Statistiche

### Presenze e reti nei club
Statistiche aggiornate al 8 febbraio 2025.
| Stagione        | Squadra         | Campionato      | Campionato | Campionato | Coppe nazionali | Coppe nazionali | Coppe nazionali | Coppe continentali | Coppe continentali | Coppe continentali | Altre coppe | Altre coppe | Altre coppe | Totale | Totale | Totale |
| Stagione        | Squadra         | Comp            | Pres       | Reti       | Comp            | Pres            | Reti            | Comp               | Pres               | Reti               | Comp        | Pres        | Reti        | Pres   | Reti   |        |
| --------------- | --------------- | --------------- | ---------- | ---------- | --------------- | --------------- | --------------- | ------------------ | ------------------ | ------------------ | ----------- | ----------- | ----------- | ------ | ------ | ------ |
| 2022-2023       | Sunderland      | FLC             | 0          | 0          | FACup+CdL       | 3+0             | 0               | -                  | -                  | -                  | -           | -           | -           | 3      | 0      |        |
| 2023-2024       | Sunderland      | FLC             | 21         | 2          | FACup+CdL       | 0+1             | 0+1             | -                  | -                  | -                  | -           | -           | -           | 22     | 3      |        |
| 2024-2025       | Sunderland      | FLC             | 29         | 4          | FACup+CdL       | 1+1             | 0               | -                  | -                  | -                  | -           | -           | -           | 31     | 4      |        |
| Totale carriera | Totale carriera | Totale carriera | 50         | 6          |                 | 6               | 1               |                    | -                  | -                  |             | -           | -           | 56     | 7      |        |